# Хрущов, Николай Григорьевич
Никола́й Григо́рьевич Хрущо́в (23 июня 1932, Ленинград — 2 апреля 2009, Москва) — советский и российский гистолог, цитолог. Академик РАН (АН СССР с 1990, член-корреспондент с 1979), заслуженный профессор МГУ (1999).
Основные труды по исследованиям гистогенеза соединительной ткани, главным образом кроветворной.
Сын члена-корреспондента АН СССР Г. К. Хрущова, внук активиста партии конституционных демократов К. Г. Хрущова (друга А. И. Шингарёва), праправнук героя войны 1812 года генерала И. А. Хрущова.

## Биография
Окончил 2-й Московский государственный медицинский институт (1956). В 1956—1961 гг. младший, старший научный сотрудник альма-матер, в 1961—1963 старший научный сотрудник, заведующий лабораторией Института морфологии человека АМН СССР, в 1963—2004 гг. старший научный сотрудник, заведующий лабораторией, заместитель директора, директор Института биологии развития им. Н. К. Кольцова РАН. Преподавал на биологическом факультете МГУ.
Похоронен на Троекуровском кладбище.

## Монографии
- Хрущов Н. Г. Функциональная цитохимия рыхлой соединительной ткани. — М.: Наука, 1969.
- Хрущов Н. Г. Гистогенез соединительной ткани. — М.: Наука, 1975.
- Хрущов Н. Г. и др. Стволовые клетки крови // Итоги науки и техники : сер. «Морфология человека и животных». — Т. 13. — М.: ВИНИТИ, 1988.